# 洛东谷
洛东谷（Naktong Vallis）是位于火星阿拉伯区的一条古河谷，中心坐标位于北纬5.3度、西经327.1度，全长670公里，以韩国洛东江所命名。
洛东谷是洛东/斯卡曼德洛斯/马墨耳斯谷湖链系统的一部分，其长度堪比地球上最大的系统（如密苏里-密西西比河）。

## 延伸阅读
- Baker, V.R.; Carr, M.H.; Gulick, V.C.; Williams, C.R. & Marley, M.S. . Kieffer, H.H.; Jakosky, B.M.; Snyder, C.W. & Matthews, M.S.  (编). . Tucson, AZ: 亚利桑那大学出版社.
- Carr, M.H. . . 剑桥大学出版社. 2007年1月11日. ISBN 978-0-521-87201-0.